# Xavier Rudd
Xavier Rudd (Torquay, 29 mei 1978) is een Australisch singer-songwriter, multi-instrumentalist en activist.

## Rudd als persoon
Rudds teksten zijn vaak maatschappelijk kritisch. Hij komt op voor de rechten van de Aboriginals en uit zijn zorg over het milieu. Deze teksten worden vaak vertolkt door middel van Aboriginalgezangen en didgeridoos. Zijn teksten zijn doorgaans spiritueel en hoopvol. Rudd is tevens een multi-instrumentalist, waardoor hij live een reputatie heeft uitgebouwd als one-manband, hoewel hij live en in de studio sinds 2006 vaak wordt bijgestaan door drummer Dave Tolley.
Rudd is getrouwd met een Canadese en heeft met haar twee kinderen. Hij is vegetariër en werd in 2007 door PETA verkozen tot 'werelds meest sexy bekende vegetariër'.

## Albums

### Studioalbums
| Jaar | Album                          | Label         |
| ---- | ------------------------------ | ------------- |
| 2002 | To Let                         | Eigen beheer  |
| 2005 | Solace                         | Universal     |
| 2006 | Food in the Belly              | ANTI-         |
| 2007 | White Moth                     | ANTI-         |
| 2008 | Dark Shades of Blue            | ANTI-         |
| 2010 | Koonyum Sun                    | ANTI-         |
| 2012 | Spirit Bird                    | SideOneDummie |
| 2015 | Nanna                          | Salt.X        |
| 2018 | Storm Boy                      | n.b.          |
| 2018 | Be the Love (met Emmanuel Jal) | n.b.          |
| 2022 | Jan Juc Moon                   | Virgin        |

Rudds albums worden vaak opgenomen in Australië of in Canada, waar hij reeds een zekere populariteit heeft opgebouwd. Food in the Belly was zijn eerste album dat internationaal uitgebracht werd. De hoes van Dark Shades of Blue is een schilderij van de hand van zijn echtgenote.

### Andere uitgaven
| Jaar | Album                   | Label        |
| ---- | ----------------------- | ------------ |
| 2001 | Live in Canada          | Eigen beheer |
| 2003 | Live at the Grid        | Eigen beheer |
| 2005 | Good Spirit             | Eigen beheer |
| 2017 | Live in the Netherlands | Eigen beheer |

## Instrumenten

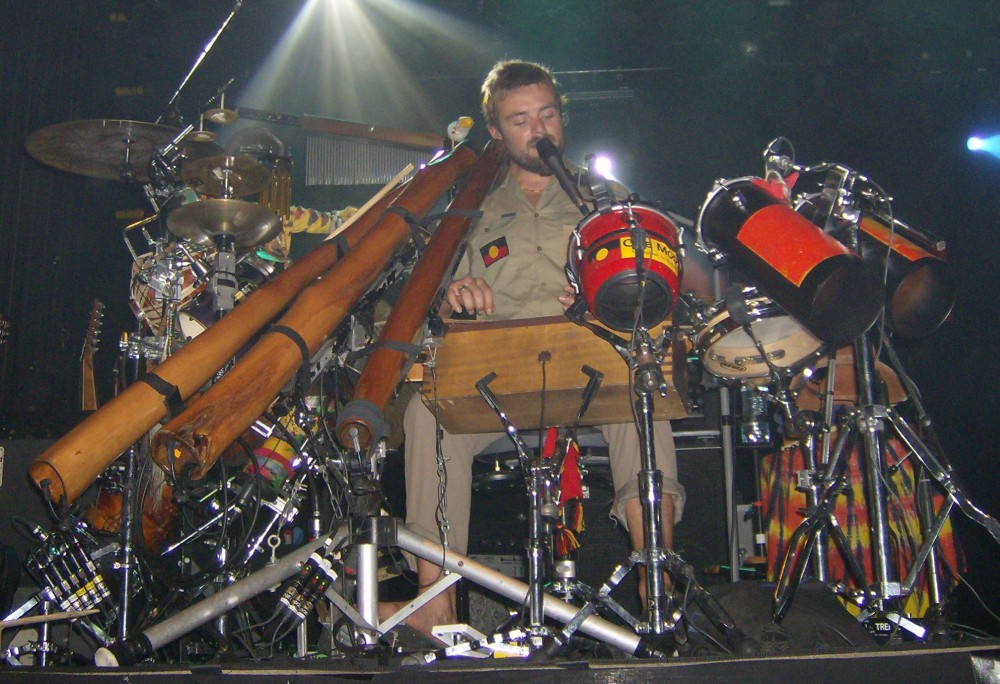
Xavier met al zijn opgestelde instrumenten

Xavier Rudd kan de volgende instrumenten bespelen en/of gebruikt en verwerkt die in zijn muziek:
- Weissenborn-slidegitaar
- Akoestische en elektrische gitaar
- Basgitaar
- Didgeridoo
- Stomp Box
- Mondharmonica
- Djembé
- Shakers
- Slide-banjo
- Azteekse drum
- Azteeks orgel
- Enkelbelletjes
- Slit drum
- Dobro
- Bass-dobro
- Strumpet

## Hitnotaties

### Singles
| Single met eventuele hitnotering(en) in de Nederlandse Top 40 | Datum van verschijnen | Datum van binnenkomst | Hoogste positie | Aantal weken | Opmerkingen                 |
| ------------------------------------------------------------- | --------------------- | --------------------- | --------------- | ------------ | --------------------------- |
| Follow the sun                                                | 2012                  | 30-01-2016            | 23              | 6            | Nr. 33 in de Single Top 100 |

### NPO Radio 2 Top 2000
| Nummer met noteringen in de NPO Radio 2 Top 2000 | '16  | '17  | '18  | '19  | '20  | '21  | '22  | '23  | '24  |
| ------------------------------------------------ | ---- | ---- | ---- | ---- | ---- | ---- | ---- | ---- | ---- |
| Follow the Sun                                   | 1411 | 1131 | 1663 | 1649 | 1406 | 1331 | 1371 | 1124 | 1049 |

1. ↑  Een vetgedrukt getal geeft de hoogste notering aan.
2. ↑  2016 was het eerste jaar met een notering voor dit nummer.